# Festival de Cannes 1946
A 1.ª edição do Festival anual de Cannes foi realizado de 20 de setembro a 5 de outubro de 1946. Vinte e um países apresentaram seus filmes no "Primeiro Festival Internacional de Cinema de Cannes", que se realizou no antigo Cassino de Cannes. Apenas um ano após o fim da Segunda Guerra Mundial, a maior parte dos longa-mensagens era sobre a guerra. Durante o primeiro festival, o júri era composto por um representante por país, tendo como presidente do júri o historiador francês Georges Huisman. Com mais ênfase na criatividade do que na competitividade, dezoito nações apresentaram seus filmes.

## Prêmios
| Palma de OuroBrief Encounter – David Lean        |                                                           |
| Melhor AtorRay Milland – The Lost Weekend        | Melhor AtrizMichèle Morgan – La symphonie pastorale       |
| Melhor DiretorRené Clément – La Bataille du rail | Prêmio Especial do JúriLa Bataille du rail – René Clément |